# The Singles 1999-2006
The Singles 1999-2006 es una caja recopilatoria de singles de la banda británica Coldplay. La caja incluye los 14 singles de la banda en discos de vinilo de 7". No hubo lanzamiento en CD.

## Lista de Discos
| The Blue Room EP |                                          |          |  |
| N.º              | Título                                   | Duración |  |
| 1.               | «Bigger Stronger»                        | 4:49     |  |
| 2.               | «Don't Panic» (The Blue Room EP Version) | 2:38     |  |
| 3.               | «See You Soon»                           | 2:51     |  |
| 4.               | «High Speed»                             | 4:16     |  |
| 5.               | «Such A Rush»                            | 4:57     |  |

| Shiver |                           |          |  |
| N.º    | Título                    | Duración |  |
| 1.     | «Shiver»                  | 5:02     |  |
| 2.     | «For You»                 | 5:45     |  |
| 3.     | «Careful Where You Stand» | 4:47     |  |

| Yellow |                            |          |  |
| N.º    | Título                     | Duración |  |
| 1.     | «Yellow»                   | 4:29     |  |
| 2.     | «Help Is Round The Corner» | 2:36     |  |

| Trouble |                        |          |  |
| N.º     | Título                 | Duración |  |
| 1.      | «Trouble»              | 4:30     |  |
| 2.      | «Brothers and Sisters» | 4:50     |  |

| Don't Panic |                                          |          |  |
| N.º         | Título                                   | Duración |  |
| 1.          | «Don't Panic»                            | 2:17     |  |
| 2.          | «You Only Live Twice» (Live From Norway) | 4:06     |  |

| In My Place |               |          |  |
| N.º         | Título        | Duración |  |
| 1.          | «In My Place» | 3:48     |  |
| 2.          | «One I Love»  | 4:35     |  |

| The Scientist |                 |          |  |
| N.º           | Título          | Duración |  |
| 1.            | «The Scientist» | 5:11     |  |
| 2.            | «1.36»          | 2:05     |  |
| 3.            | «I Ran Away»    | 4:26     |  |

| Clocks |                   |          |  |
| N.º    | Título            | Duración |  |
| 1.     | «Clocks»          | 5:09     |  |
| 2.     | «Crests of Waves» | 3:40     |  |

| God Put A Smile Upon Your Face |                                  |          |  |
| N.º                            | Título                           | Duración |  |
| 1.                             | «God Put A Smile Upon Your Face» | 4:58     |  |
| 2.                             | «Murder»                         | 5:36     |  |

| Speed of Sound |                             |          |  |
| N.º            | Título                      | Duración |  |
| 1.             | «Speed of Sound»            | 4:49     |  |
| 2.             | «Things I Don't Understand» | 4:55     |  |

| Fix You |                                |          |  |
| N.º     | Título                         | Duración |  |
| 1.      | «Fix You» (Video Edit)         | 4:55     |  |
| 2.      | «The World Turned Upside Down» | 4:30     |  |

| Talk |                     |          |  |
| N.º  | Título              | Duración |  |
| 1.   | «Talk» (Radio Edit) | 4:03     |  |
| 2.   | «Gravity»           | 6:12     |  |

| What If |                                                 |          |  |
| N.º     | Título                                          | Duración |  |
| 1.      | «What If» (Tom Lord Alge Mix)                   | 5:07     |  |
| 2.      | «How You See The World» (Live From Earls Court) | 4:16     |  |

| The Hardest Part |                                        |          |  |
| N.º              | Título                                 | Duración |  |
| 1.               | «The Hardest Part»                     | 4:25     |  |
| 2.               | «Pour Me» (Live At The Hollywood Bowl) | 5:01     |  |